# أوستين بيرالتا
أوستين بيرالتا (بالإنجليزية: Austin Peralta)‏ (و. 1990 – 2012 م) هو عازف بيانو، وعازف جاز، وملحن أمريكي، ولد في لوس أنجلوس، يستخدم آلات بيانو، بدأ مشواره المهني سنة 2006، توفي في لوس أنجلوس، عن عمر يناهز 22 عاماً، بسبب ذات الرئة.

## التعليم
تعلم في جامعة ببردين ‏
.

## وصلات خارجية
- أوستين بيرالتا على موقع IMDb (الإنجليزية)
- أوستين بيرالتا على موقع ميوزك برينز (الإنجليزية)
- أوستين بيرالتا على موقع أول ميوزيك (الإنجليزية)
- أوستين بيرالتا على موقع ديسكوغز (الإنجليزية)

- أوستين بيرالتا في قاعدة بيانات الأفلام على الإنترنت